# Erdenebatyn Tsendbaatar
Erdenebatyn Tsendbaatar (Cecerleg, 16 ottobre 1996) è un pugile mongolo.
Ha preso parte al circuito pesi gallo ai Giochi olimpici di Rio de Janeiro 2016.

## Palmarès
- Mondiali dilettanti:

Ekaterinburg 2019: bronzo nei pesi piuma (57 kg)
- Campionati asiatici dilettanti:

Bangkok 2019: oro nei pesi piuma (60 kg)
- Giochi asiatici:

Giacarta 2018: oro nei pesi piuma (60 kg)